# Posada del Peine
La Posada del Peine es un establecimiento hotelero de Madrid, considerado una de las posadas más antiguas de España, con un edificio original del año 1610. Se encuentra en la irregular manzana que forman la calle de Postas con las de Zaragoza y la del Marqués Viudo de Pontejos.
La posada permaneció cerrada entre 1960 y 2006, año en que volvió a abrirse totalmente rehabilitada en su interior pero conservando gran parte de su aspecto exterior. Es uno de los ejemplos más modestos de la historia de la azulejería urbana en Madrid.
El hotel –rebautizado como Petit Palace Posada del Peine– se compone de tres edificios unidos, con tres estilos arquitectónicos diferentes y de distintas épocas. Solo se han conservado las fachadas de los tres edificios originales, en las que todavía se puede ver escrito su nombre. Ha quedado noticia de que entre sus paredes se alojaron, entre otros, la viuda de Gustavo Adolfo Bécquer, Casta Esteban, o el pintor José Gutiérrez Solana. El edificio fue además objeto del discurso de ingreso en la Academia de la Lengua de Camilo José Cela. Benito Pérez Galdós, en su novela Fortunata y Jacinta, puso en boca de una de sus más esperpénticas protagonistas, la usurera despótica Doña Lupe Rubín, este definidor comentario: 

No sé lo que se figura este heliogábalo... cree que mi casa es la posada del Peine. Después que él me come un codo, trae a su compinche para que me coma el otro. Y por las trazas, debe tener buen diente y un estómago como las galerías del Depósito de aguas... ¡Ay, Dios mío!, ¡qué egoístas son estos curas...! Lo que yo debía hacer era ponerle la cuentecita, y entonces... ¡ah!, entonces sí que no se volvía a descolgar con invitados, porque es Alejandro en puño y no le gusta ser rumboso sino con dinero ajeno.
Benito Pérez Galdós en Fortunata y Jacinta. Parte segunda, capítulo V.2)

## Historia
Fundada en Madrid en 1610, en la antigua calle del Vicario Viejo, que luego pasaría a llamarse del Marqués Viudo de Pontejos. Su primer propietario fue Juan Posada, hasta que en 1796, los nuevos propietarios, los hermanos Espino, encargaron a Francisco Álvarez Acevedo la ampliación de la posada, mediante una licencia que permitía edificar una nueva planta en las dos fachadas del edificio. Este trabajo se llevó a cabo bajo el control del arquitecto municipal, Juan de Villanueva. Alrededor de 1800, se ampliaron sus instalaciones con la construcción de una casa contigua, y otra modificación en 1863 según proyecto de Juan Antonio Sánchez, que aumentó de nuevo la altura del edificio a tres pisos.
En 1868, año en el que Isabel II fue destronada, Madrid contaba con diversos establecimiento hoteleros pero la demanda crecía sin poder ser cubierta. A pesar de la construcción de los primeros hoteles en los inicios del siglo XX, la Posada del Peine se mantuvo y afianzó como el establecimiento de mayor prestigio de Madrid. Por aquel entonces la Posada contaba con 150 habitaciones. Más adelante, en 1892, para mejorar su aspecto estético y como conmemoración del IV Centenario del Descubrimiento de América, el edificio más antiguo fue coronado con un templete con objeto de colocar un reloj. Ya en el siglo xx, y tras pasar por diversas manos, la Posada fue vendida a la casa de relojería Girod que se limitó a instalar su taller en el primer piso.

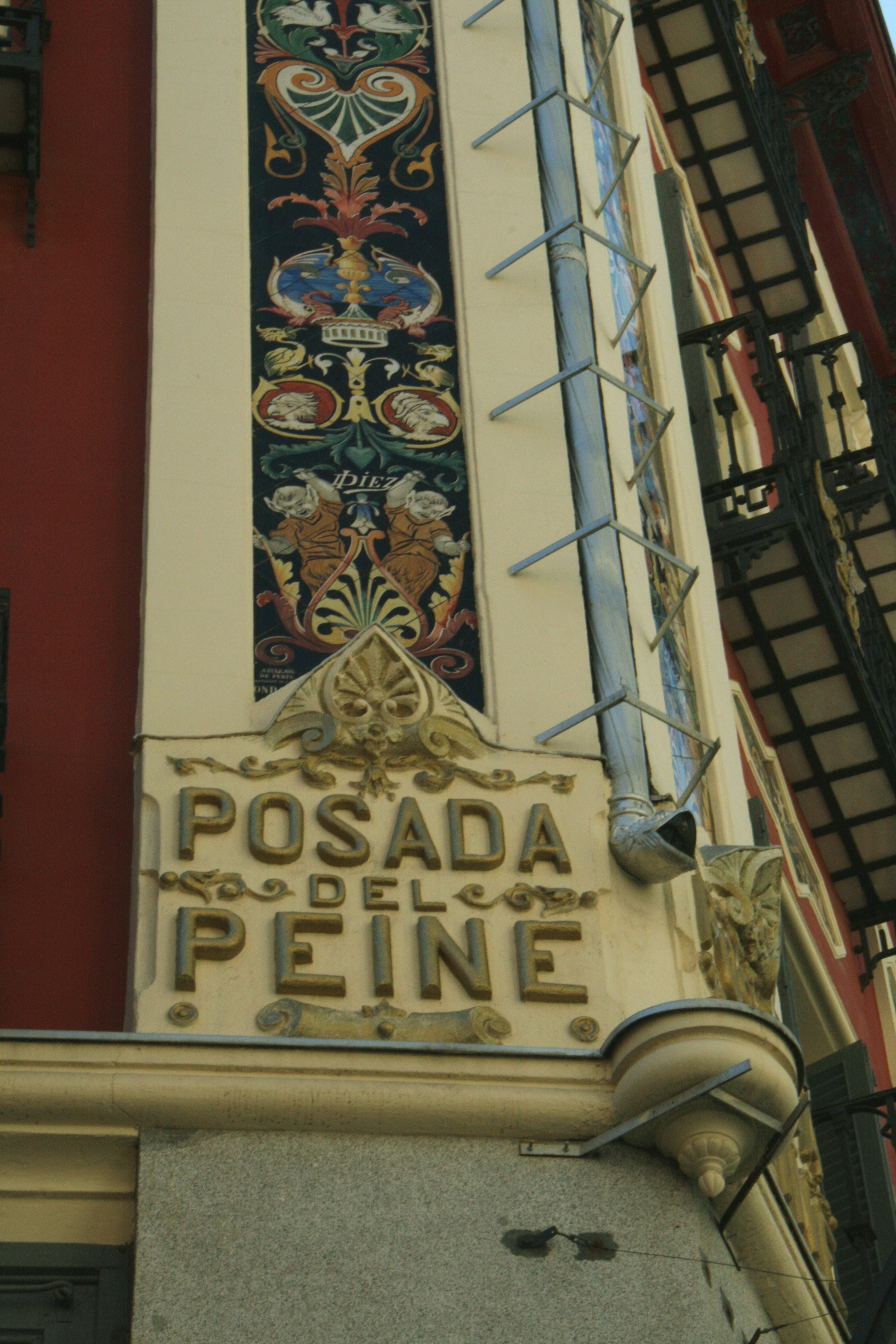
Letrero en una de las esquinas del hotel.

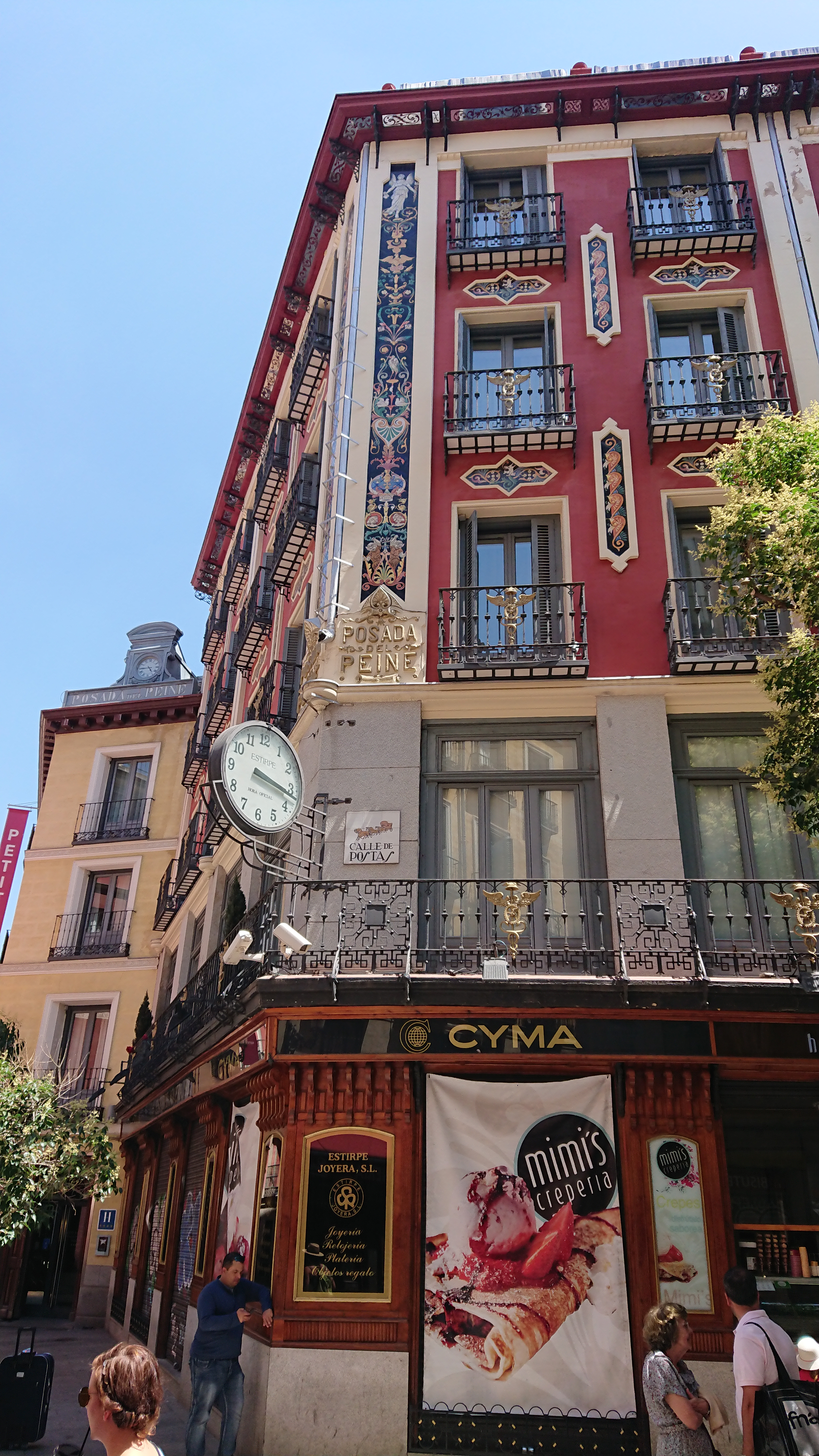
Fachada desde la calle de Postas

Renombrado como Petit Palace Posada del Peine, dentro de una conocida cadena hotelera, se encuentra situada a pocos metros de uno de los arcos de acceso a la Plaza Mayor, muy cerca de la Puerta del Sol y del Palacio de Santa Cruz.